# Lijst van voetbalinterlands Bosnië en Herzegovina - Georgië
Deze lijst van voetbalinterlands is een overzicht van alle officiële voetbalwedstrijden tussen de nationale teams van Bosnië en Herzegovina en Georgië. De landen hebben tot op heden een keer tegen elkaar gespeeld. Dat was een vriendschappelijke wedstrijd op 25 maart 2022 in Zenica.

## Wedstrijden
| № | Plaats | Datum         | Competitie        | Wedstrijd                       | Uitslag |
| - | ------ | ------------- | ----------------- | ------------------------------- | ------- |
| 1 | Zenica | 25 maart 2022 | Vriendschappelijk | Bosnië en Herzegovina − Georgië | 0 − 1   |

## Samenvatting
| Competitie        | Totaal gespeeld | Winst Bosnië en Her. | Gelijk | Winst Georgië | Doelsaldo Bosnië en Her. – Georgië |
| ----------------- | --------------- | -------------------- | ------ | ------------- | ---------------------------------- |
| Vriendschappelijk | 1               | 0                    | 0      | 1             | 0 − 1                              |
| Totaal            | 1               | 0                    | 0      | 1             | 0 − 1                              |